# Cyclopia maculata
Cyclopia maculata är en ärtväxtart som först beskrevs av Henry Charles Andrews, och fick sitt nu gällande namn av Pauline Kies. Cyclopia maculata ingår i släktet Cyclopia, och familjen ärtväxter. Inga underarter finns listade i Catalogue of Life.

## Bildgalleri